# Hiroshi Seko
Hiroshi Seko (瀬古浩司 Seko Hiroshi?) es un guionista de anime japonés. Se unió al estudio Gainax en el año 2005. Su primer trabajo fue el guion de Panty & Stocking with Garterbelt, seguido por Gurren Lagann Parallel Works y Shingeki no Kyojin. Después se dedicó a la escritura como freelance trabajando en los guiones de los animes Inuyashiki, Owari no Seraph, Banana Fish, Dorohedoro y Vinland Saga.

## Biografía
Hiroshi Seko nació en Nagoya, Japón. Después de escribir los guiones de los episodios de Panty & Stocking with Garterbelt , Shingeki no Kyojin y Zankyō no Terror, Seko se encargó de escribir todos los guiones de la adaptación al anime de Owari no Seraph. Seko también escribió la novela Shingeki no Kyojin: Lost Girls'. En 2016, Seko escribió el guion de la adaptación al anime de Mob Psycho 100, que fue nominada a anime del año y ganó el premio a la mejor serie de acción en los Crunchyroll Anime Awards.
En 2019, escribió el guion de la adaptación al anime de Vinland Saga y la segunda temporada de Mob Psycho 100, las cuales fueron nominadas a anime del año en los Crunchyroll Anime Awards. Vinland Saga también ganó el premio al mejor drama. En 2020, escribió el guion de Jujutsu Kaisen y Dorohedoro. En los Crunchyroll Anime Awards, el primero ganó el premio al anime del año, mientras que el segundo fue nominado a anime del año y mejor fantasía.

## Trabajos

### Anime

#### Series de televisión
| Año  | Anime                                                   | Estudio                          | Funciones                                                                              | Refs.         |
| ---- | ------------------------------------------------------- | -------------------------------- | -------------------------------------------------------------------------------------- | ------------- |
| 2005 | Black Cat                                               | Gonzo                            | Asistente de producción (#19)                                                          | [ 15 ]        |
| 2007 | Tengen Toppa Gurren-Lagann                              | Gainax                           | Asistente de producción (#1, 10, 14, 20, 24, 27)                                       | [ 16 ]        |
| 2008 | Rosario + Vampire                                       | Gonzo                            | Asistente de producción (#10)                                                          | [ 17 ]        |
| 2008 | Shikabane Hime: Aka                                     | Gainax Feel                      | Asistente de producción (#1, 7, 11)                                                    | [ 18 ]        |
| 2009 | Shikabane Hime: Kuro                                    | Gainax Feel                      | Asistente de producción (#11)                                                          | [ 19 ]        |
| 2010 | Panty & Stocking with Garterbelt                        | Gainax                           | Asistente de producción (#9, 14-15, 23-26) Guionista (#4, 10, 14, 24-25)               | [ 20 ]        |
| 2013 | Shingeki no Kyojin                                      | Wit Studio                       | Guionista (#3, 5-7, 10-11, 15, 17-18, 23) Asistente de guion (#24-25)                  | [ 21 ] [ 22 ] |
| 2013 | Kill la Kill                                            | Trigger                          | Guionista (#5)                                                                         | [ 23 ]        |
| 2014 | Zankyō no Terror                                        | MAPPA                            | Guionista (#4, 6, 9, 11)                                                               | [ 24 ]        |
| 2014 | Garo: The Animation                                     | MAPPA                            | Guionista (#4)                                                                         | [ 25 ]        |
| 2015 | Owari no Seraph                                         | Wit Studio                       | Composición de la serie Guionista (#1-12)                                              | [ 2 ] [ 26 ]  |
| 2015 | Owari no Seraph: Nagoya Kessen-hen                      | Wit Studio                       | Composición de la serie Guionista (#13-24)                                             | [ 27 ]        |
| 2016 | Ajin                                                    | Polygon Pictures                 | Composición de la serie Guionista (#7, 9, 11, 13) Asistente de guion (#1-6, 8, 10, 12) | [ 28 ]        |
| 2016 | Kōtetsujō no Kabaneri                                   | Wit Studio                       | Guionista (#5-6, 10)                                                                   | [ 29 ]        |
| 2016 | Mob Psycho 100                                          | Bones                            | Composición de la serie Guionista (#1-12)                                              | [ 4 ]         |
| 2016 | Ajin Part 2                                             | Polygon Pictures                 | Composición de la serie Guionista (#1-4, 6, 8, 10-13) Asistente de guion (#5)          | [ 30 ]        |
| 2017 | Shingeki no Kyojin: Season 2                            | Wit Studio                       | Guionista (#28-29, 31-32, 35-36)                                                       | [ 31 ]        |
| 2017 | Kakegurui                                               | MAPPA                            | Guionista (#4-5, 10-11)                                                                | [ 32 ]        |
| 2017 | Inuyashiki                                              | MAPPA                            | Composición de la serie Guionista (#1-11)                                              | [ 16 ]        |
| 2018 | Darling in the Franxx                                   | Trigger A-1 Pictures CloverWorks | Guionista (#11, 14-15, 22)                                                             | [ 16 ]        |
| 2018 | The Legend of the Galactic Heroes: Die Neue These Kaikō | Production I.G                   | Guionista (#7)                                                                         | [ 33 ]        |
| 2018 | Banana Fish                                             | MAPPA                            | Composición de la serie Guionista (#1-24)                                              | [ 34 ]        |
| 2018 | Shingeki no Kyojin: Season 3                            | Wit Studio                       | Guionista (#40-41, 43-44, 46-47, 49)                                                   | [ 35 ]        |
| 2019 | Mob Psycho 100 II                                       | Bones                            | Composición de la serie Guionista (#1-5, 8-13)                                         | [ 36 ]        |
| 2019 | Kakegurui××                                             | MAPPA                            | Guionista (#9-10)                                                                      | [ 37 ]        |
| 2019 | Shingeki no Kyojin: Season 3 Part 2                     | Wit Studio                       | Guionista (#51-55, 57-58)                                                              | [ 38 ]        |
| 2019 | Vinland Saga                                            | Wit Studio                       | Composición de la serie Guionista (#1-24)                                              | [ 7 ]         |
| 2020 | Dorohedoro                                              | MAPPA                            | Composición de la serie Guionista (#1-12)                                              | [ 12 ]        |
| 2020 | Deca-Dence                                              | NUT                              | Composición de la serie Guionista (#1-12)                                              | [ 39 ]        |
| 2020 | Jujutsu Kaisen                                          | MAPPA                            | Composición de la serie Guionista (#1-24)                                              | [ 11 ]        |
| 2021 | Shingeki no Kyojin: The Final Season                    | MAPPA                            | Composición de la serie Guionista (#60-75)                                             | [ 40 ] [ 41 ] |
| 2021 | Heion Sedai no Idaten-tachi                             | MAPPA                            | Composición de la serie Guionista (#1-11)                                              | [ 42 ]        |
| 2022 | Shingeki no Kyojin: The Final Season Part 2             | MAPPA                            | Composición de la serie Guionista (#76-87)                                             | [ 43 ] [ 44 ] |
| 2022 | Summer Time Rendering                                   | OLM                              | Composición de la serie Guionista (#1-25)                                              | [ 45 ]        |
| 2022 | Mob Psycho 100 III                                      | Bones                            | Composición de la serie Guionista (#1-6, 9-12)                                         | [ 46 ]        |
| 2022 | Chainsaw Man                                            | MAPPA                            | Composición de la serie Guionista (#1-12)                                              | [ 47 ]        |
| 2023 | Vinland Saga Season 2                                   | MAPPA                            | Composición de la serie Guionista (#1-24)                                              | [ 48 ] [ 49 ] |
| 2023 | Shingeki no Kyojin: The Final Season - Kanketsu-hen     | MAPPA                            | Composición de la serie Guionista (#Parte 1; Parte 2)                                  | [ 50 ] [ 51 ] |
| 2023 | Jujutsu Kaisen Season 2                                 | MAPPA                            | Composición de la serie Guionista (#1-23)                                              | [ 52 ] [ 53 ] |
| 2023 | Zom 100: Zombie ni Naru made ni Shitai 100 no Koto      | BUG FILMS                        | Composición de la serie Guionista (#1-12)                                              | [ 54 ]        |
| 2024 | Wind Breaker                                            | CloverWorks                      | Composición de la serie Guionista (#1-12)                                              | [ 55 ]        |
| 2024 | Dandadan                                                | Science Saru                     | Composición de la serie Guionista (#1-12)                                              | [ 56 ]        |
| 2025 | Wind Breaker Season 2                                   | CloverWorks                      | Composición de la serie Guionista (#14-25)                                             | [ 57 ]        |
| 2025 | Dandadan 2nd Season                                     | Science Saru                     | Composición de la serie Guionista (#13-19)                                             | [ 58 ]        |
| 2025 | Gachiakuta                                              | Bones Film                       | Composición de la serie Guionista (#1-6)                                               | [ 59 ]        |
| 2026 | Rooster Fighter                                         | Sanzigen                         | Composición de la serie                                                                | [ 60 ]        |

#### Películas
| Año  | Anime                            | Estudio           | Funciones            | Refs.  |
| ---- | -------------------------------- | ----------------- | -------------------- | ------ |
| 2015 | Shisha no Teikoku                | Wit Studio        | Guionista            | [ 16 ] |
| 2015 | Ajin Part 1: Shōdō               | Polygon Pictures  | Supervisión de guion | [ 61 ] |
| 2016 | Ajin Part 2: Shōtotsu            | Polygon Pictures  | Supervisión de guion | [ 62 ] |
| 2016 | Ajin Part 3: Shōgeki             | Polygon Pictures  | Guionista            | [ 63 ] |
| 2020 | Saezuru Tori wa Habatakanai      | Blue Lynx GRIZZLY | Guionista            | [ 64 ] |
| 2021 | Jujutsu Kaisen 0: La película    | MAPPA             | Guionista            | [ 65 ] |
| 2025 | Gekijō-ban Chainsaw Man Reze-hen | MAPPA             | Guionista            | [ 66 ] |

#### ONAs
| Año  | Anime           | Estudio          | Funciones                                 | Refs.  |
| ---- | --------------- | ---------------- | ----------------------------------------- | ------ |
| 2020 | Levius          | Polygon Pictures | Composición de la serie Guionista (#1-12) | [ 67 ] |
| 2022 | Spriggan        | Bones            | Composición de la serie Guionista (#1-6)  | [ 68 ] |
| 2023 | Gamera: Rebirth | ENGI             | Composición de la serie Guionista (#1-6)  | [ 69 ] |

#### OVAs
| Año  | Anime                                        | Estudio          | Funciones                           | Refs.  |
| ---- | -------------------------------------------- | ---------------- | ----------------------------------- | ------ |
| 2016 | Ajin OVA                                     | Polygon Pictures | Guionista                           | [ 70 ] |
| 2017 | Shingeki no Kyojin: Lost Girls               | Wit Studio       | Creador original (novela) Guionista | [ 71 ] |
| 2021 | Saezuru Tori wa Habatakanai: Don't Stay Gold | GRIZZLY          | Guionista                           | [ 72 ] |

### Novelas
| Año  | Título                         | Papel     | Refs. |
| ---- | ------------------------------ | --------- | ----- |
| 2014 | Shingeki no Kyojin: Lost Girls | Guionista | [ 3 ] |